# 赤い体験/セックスジャック
『赤い体験/セックスジャック』（原題：Cry Rape）は、アメリカ合衆国で製作されたテレビ映画。1973年11月27日にCBSにて放送された。出演はピーター・コフィールドやアンドレア・マルコヴィッチなど。第26回プライムタイム・エミー賞では脚本賞にノミネートされた。
日本では、NETテレビ（現:テレビ朝日）にて1976年6月19日に初放送された。

## キャスト
- アンディ・コールマン：ピーター・コフィールド（英語版）（吹替：志垣太郎）
- ベティ・ジュナー：アンドレア・マルコヴィッチ（英語版）（吹替：池田昌子）
- リアム・プライス：グレッグ・ムラベイ（英語版）

## スタッフ
- 監督：コーリイ・アレン（英語版）
- 製作：アル・アダムソン（英語版）、ウィル・ローリン
- 製作総指揮：レナード・フリーマン（英語版）
- 原案：レナード・フリーマン、ウィル・ローリン
- 脚本：ウィル・ローリン
- 撮影：ジャック・ウルフ

日本語版
- 演出：山田悦司
- 翻訳：入江敦子
- 効果：赤塚不二夫、東上別符精
- 調整：山田太平
- プロデューサー：原地隆（NETテレビ）